# Ferdinand Leonhardi
Johann Philipp Ferdinand Leonhardi (* 5. April 1802 in Mengeringhausen; † 14. August 1847 ebenda) war ein deutscher Advokat, Bürgermeister und Politiker.

## Leben
Leonhardi war der Sohn von Johann Jakob Leonhardi und dessen Ehefrau Marie Friederike Elisabeth geborene Grebe (Graebe) (* 15. Januar 1768 in Mengeringhausen; † 13. Juni 1803 ebenda). Seine Brüder Friedrich und Eduard wurde ebenfalls Landstände. Er war evangelisch und heiratete am 30. August 1828 in Braunsen Louise Philippine Franzisca Juliane (genannt Julie) Curtze (* 5. Dezember 1805 in Pyrmont; † 8. August 1863 in Mengeringhausen), die Tochter des Leiters der Brunnenbauten in Pyrmont Heinrich Curtze und der Friederike Dorothea Louise geborene Pape.
Leonhardi besuchte von 1814 (Quarta) bis 1821 (Prima) das Landesgymnasium in Korbach, studierte Rechtswissenschaften und war (1828) Advokat in Mengeringhausen. Im Jahr 1836 wurde er Vormund der Kinder des 1819 verstorbenen Apothekers Carl Gottlob Heinrich Schmidt. Vom 2. Februar 1844 bis 1847 amtierte er als Bürgermeister der Stadt Mengeringhausen. Als solcher war er vom 2. März 1844 bis 1847 auch Mitglied des Landstandes des Fürstentums Waldeck.